# Restrikciós endonukleáz

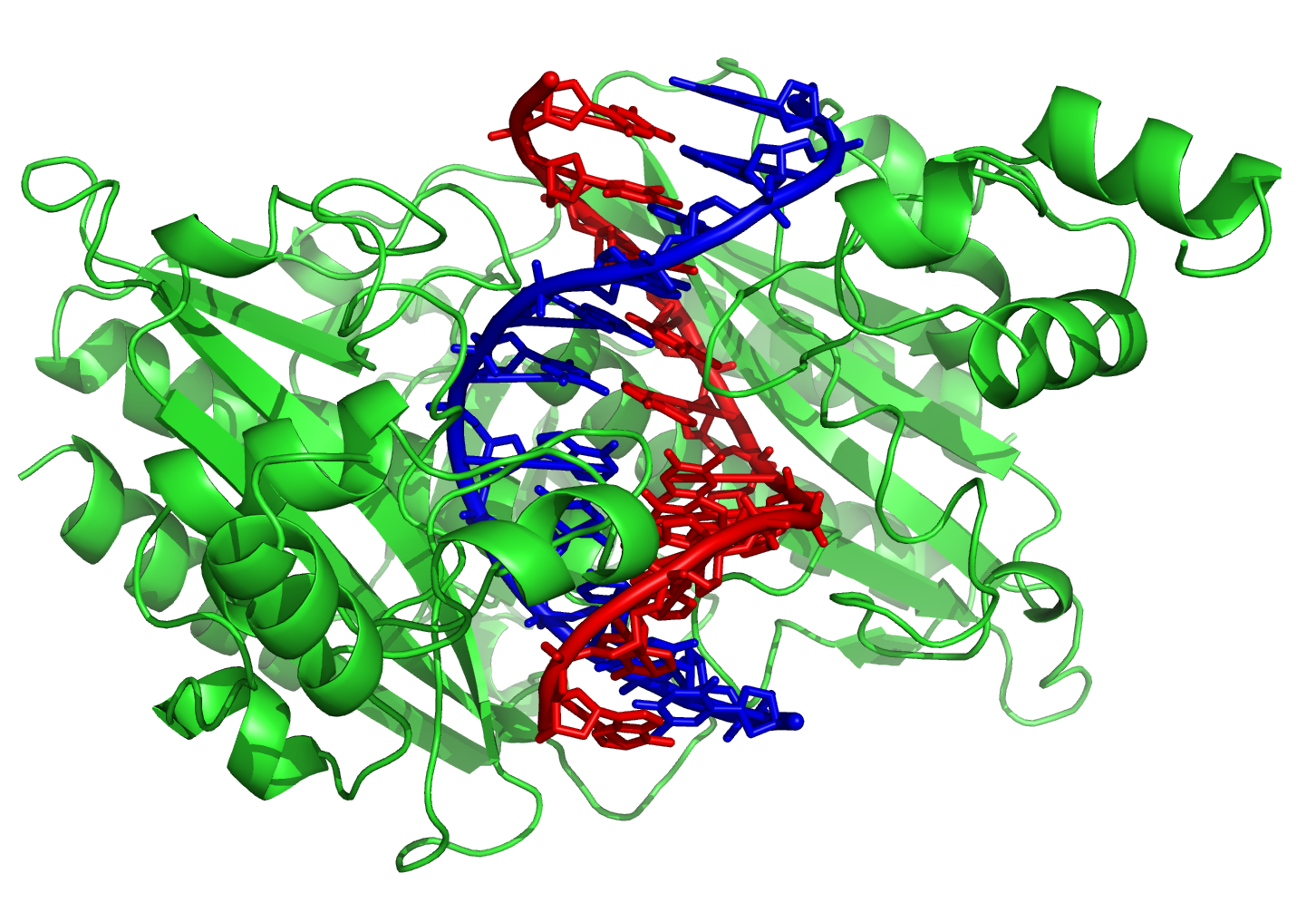
Az EcoRV szerkezete és illeszkedése a DNS kettős szálához

A restrikciós endonukleáz (vagy restrikciós enzim) olyan enzim, amely képes felismerni egy rövid nukleotidszekvenciát a kétszálú DNS-en belül és azon a helyen – vagy a közelében – elvágja a DNS-t. Ezeket az enzimeket baktériumok és archebaktériumok termelik és a vírusfertőzés elleni védekezésben játszanak szerepet. A sejten belül azokat az idegen nukleinsavakat vágják el, melyekben az általuk felismert szekvencián egy metiláz enzim korábban nem helyezett el egy metilcsoportot (és ezáltal korlátozzák, restrikció alá helyezik a vírusszaporodást). A két folyamat együtt alkotja a restrikciós modifikációs rendszert.
Eddig több mint 3000 restrikciós endonukleázt tanulmányoztak részletesen és közülük mintegy 600 kereskedelmi forgalomba is került. A molekuláris biológiai laboratóriumok gyakran használják ezeket az enzimeket, többek között a klónozás és a génsebészet alapvető eszközei.

## Felfedezése
Az 1950-es évek elején fedezte fel Salvador Luria és Giuseppe Bertani, hogy a λ-fág egyes Escherichia coli törzsekben jól szaporodik, míg másokban sokkal kevésbé. Bizonyos törzsek képesek voltak csökkenteni a vírus fertőzőképességét, amely más törzsekbe való átvitel után is megmaradt. Az 1960-as években Werner Arber és Matthew Meselson kimutatta, hogy a restrikciós hatás a fág DNS-ének feldarabolása miatt következik be és az ezt végző enzimet restrikciós endonukláznak (a nukleinsav közepén vágó enzimnek) nevezték el. Ezek az endonuklázok az I-es típushoz tartoztak, amelyek a felismerőhely közelében random módon vágják el a DNS-t. 1970-ben Hamilton O. Smith, Thomas Kelly és Kent Welcox felfedezte az első II-es típusú enzimet, a Haemophilus influenzae HindII fehérjéjét, amely a felismerőhelyen belül vágott. Daniel Nathans mutatta ki, hogy a restrikciós endonukleázok specifikus darabokra vágják az SV40 (simian virus 40) DNS-ét, amiket aztán gélelektroforézissel szét lehet választani. A módszerrel el lehetett kezdeni a vírusgenom feltérképezését. Werner Arber, Daniel Nathans, és Hamilton O. Smith 1978-ban orvosi Nobel-díjat kapott a restrikciós enzimekkel végzett munkájukért.

## A felismerőhely
A restrikciós endonukleázok egy bizonyos rövid nukleotidmintázatot ismernek fel a DNS-en belül. A felismerőhely általában 4-8 nukleotid hosszúságú és sok esetben palindrom, vagyis a bázisok sorrendje ugyanaz előre és visszafelé olvasva is. A palindrom szakasz lehet tükörszerű, amikor ugyanazon a szálon lehet visszafelé is elolvasni a szekvenciát (például GTAATG). Gyakoribb azonban, hogy az ismétlődés megfordított, vagyis a komplementer DNS-szálon lehet olvasni fordított irányban (például GTATAC, a bázispárosodásnak megfelelően a komplementer szálon visszafelé olvasva szintén GTATAC lesz).
Egyes endonukleázok „tompa” végű fragmenteket produkálnak, mint például a SmaI:

A laboratóriumok inkább olyan enzimeket használnak amelyek „ragadós” végű darabokat produkálnak, mint az EcoRI:

Melegítés hatására a szálak szétválaszthatók és utána egy másik, ugyanilyen enzimmel elvágott DNS-el összehibridizálhatóak. Az elvágott szálak pedig a DNS-ligáz enzim segítségével összeforraszthatóak.
Azokat a restrikciós endonuklázokat, amelyeknek ugyanaz a felismerőhelyük neoskizomereknek nevezik. Azokat pedig, amelyeknek a hasítóhelyük is megegyezik, izoskizomernek.
A restrikciós endonukleázok elnevezése a következő szabály szerint áll össze: első betűje annak a baktérium genusának első betűje, amelyikből izolálták; utána a fajnév első két betűje; a törzs – ha van – első betűje, és végül egy sorszám. Az EcoRI például az Escherichia coli RY13 törzséből elsőként izolált enzim.

## Típusok
A baktériumokban előforduló restrikciós endonukleázokat négy csoportba (I, II III, és IV) sorolják, szerkezetük, kofaktorigényük, felismerőhelyük és hasítóhelyük alapján:
- I. típus, a felismerőhelyen kívül vágja a DNS-t; működéséhez ATP-re és S-adenozil-L-metioninra van szüksége; hasító és metiláló funkcióval is rendelkezik.
- II. típus, a felismerőhelyen belül vagy hozzá nagyon közel vág; magnéziumionra van szüksége, metilázfunkcióval nem rendelkezik.
- III. típus, a felismerőhely közelében vág; szüksége van ATP-re (de nem hidrolizálja el); az S-adenozil-L-metionin stimulálja a reakciót, de nem feltétlenül szükséges; egy komplexben van a metilázzal.
- IV. típus, módosított (vagyis metilált, hidroximetilált vagy glükozil-hodroximetilált) DNS-t vág.

## Mesterséges restrikciós enzimek
A természetes enzimek szerkezetének kutatása lehetővé tette mesterséges endonukleázok létrehozását. Ilyenkor egy DNS-kötő domént egy nukleázdoménnel (például a FokI hasítódoménját) kombinálnak össze. Az ilyen enzimek specificitása tetszés szerint módosítható, akár 36 bázispár hosszú szekvenciát is felismerhetnek.

## Felhasználás
A ragadós véget produkáló restrikciós enzimeket különböző eredetű DNS-szálak egymáshoz illesztésére lehet felhasználni, így főleg a génklónozási (nem összetévesztendő a teljes szervezet klónozásával) és génsebészeti kísérletekben. Erre a célra speciális plazmidvektorokat fejlesztettek ki, melyeken több, gyakran használt enzim felismerőhelye is megtalálható. Mind a plazmidot, mind az átviendő DNS-szakaszt restrikciós enzimmel kezelik, összekeverés után felmelegítéssel elválasztják egymástól a szálakat, majd visszahűtés után (miután a kétszálú DNS-konformáció helyreállt) ligáz enzimmel összekötik az endonukleáz által elvágott szálat.
A restrikciós endonukleázok egyes pontmutációk gyors és olcsó felismerésére is alkalmasak, amennyiben a mutáció elront egy felismerőhelyet (vagy létrehozza azt). Ilyenkor az endonukleázos emésztés után az eredeti szakasz a gélelektroforézis során két rövidebb, míg a mutáns verzió egyetlen, hosszabb csíkot fog mutatni.
Restrikciós endonukleázokat használnak a törvényszéki orvostan által is alkalmazott DNS-ujjlenyomat meghatározásánál is. Az egyes hasítóhelyek közötti távolság egyénenként eltérő lehet, ami két minta közötti azonosság vagy akár rokonság gyors meghatározását teszi lehetővé.
A molekuláris biológia korai időszakában, amikor még nem álltak rendelkezésre olcsó szekvenálási módszerek, a restrikciós enzimeket a kisebb (főleg vírus-) genomok feltérképezésére is használták.

## Példák
Az alábbi táblázatban néhány restrikciós enzim, felismerő- és hasítóhelyük látható:
| Enzim   | Eredet                        | Felismerőhely               | Hasítóhely                                    |
| ------- | ----------------------------- | --------------------------- | --------------------------------------------- |
| EcoRI   | Escherichia coli              | 5'GAATTC 3'CTTAAG           | 5'---G AATTC---3' 3'---CTTAA G---5'           |
| EcoRII  | Escherichia coli              | 5'CCWGG 3'GGWCC             | 5'--- CCWGG---3' 3'---GGWCC ---5'             |
| BamHI   | Bacillus amyloliquefaciens    | 5'GGATCC 3'CCTAGG           | 5'---G GATCC---3' 3'---CCTAG G---5'           |
| HindIII | Haemophilus influenzae        | 5'AAGCTT 3'TTCGAA           | 5'---A AGCTT---3' 3'---TTCGA A---5'           |
| TaqI    | Thermus aquaticus             | 5'TCGA 3'AGCT               | 5'---T CGA---3' 3'---AGC T---5'               |
| NotI    | Nocardia otitidis             | 5'GCGGCCGC 3'CGCCGGCG       | 5'---GC GGCCGC---3' 3'---CGCCGG CG---5'       |
| HinfI   | Haemophilus influenzae        | 5'GANTCA 3'CTNAGT           | 5'---G ANTC---3' 3'---CTNA G---5'             |
| Sau3A   | Staphylococcus aureus         | 5'GATC 3'CTAG               | 5'--- GATC---3' 3'---CTAG ---5'               |
| PvuII*  | Proteus vulgaris              | 5'CAGCTG 3'GTCGAC           | 5'---CAG CTG---3' 3'---GTC GAC---5'           |
| SmaI*   | Serratia marcescens           | 5'CCCGGG 3'GGGCCC           | 5'---CCC GGG---3' 3'---GGG CCC---5'           |
| HaeIII* | Haemophilus aegyptius         | 5'GGCC 3'CCGG               | 5'---GG CC---3' 3'---CC GG---5'               |
| HgaI    | Haemophilus gallinarum        | 5'GACGC 3'CTGCG             | 5'---NN NN---3' 3'---NN NN---5'               |
| AluI*   | Arthrobacter luteus           | 5'AGCT 3'TCGA               | 5'---AG CT---3' 3'---TC GA---5'               |
| EcoRV*  | Escherichia coli              | 5'GATATC 3'CTATAG           | 5'---GAT ATC---3' 3'---CTA TAG---5'           |
| EcoP15I | Escherichia coli              | 5'CAGCAGN25NN 3'GTCGTCN25NN | 5'---CAGCAGN25 NN---3' 3'---GTCGTCN25NN ---5' |
| KpnI    | Klebsiella pneumoniae         | 5'GGTACC 3'CCATGG           | 5'---GGTAC C---3' 3'---C CATGG---5'           |
| PstI    | Providencia stuartii          | 5'CTGCAG 3'GACGTC           | 5'---CTGCA G---3' 3'---G ACGTC---5'           |
| SacI    | Streptomyces achromogenes     | 5'GAGCTC 3'CTCGAG           | 5'---GAGCT C---3' 3'---C TCGAG---5'           |
| SalI    | Streptomyces albus            | 5'GTCGAC 3'CAGCTG           | 5'---G TCGAC---3' 3'---CAGCT G---5'           |
| ScaI*   | Streptomyces caespitosus      | 5'AGTACT 3'TCATGA           | 5'---AGT ACT---3' 3'---TCA TGA---5'           |
| SpeI    | Sphaerotilus natans           | 5'ACTAGT 3'TGATCA           | 5'---A CTAGT---3' 3'---TGATC A---5'           |
| SphI    | Streptomyces phaeochromogenes | 5'GCATGC 3'CGTACG           | 5'---GCATG C---3' 3'---C GTACG---5'           |
| StuI*   | Streptomyces tubercidicus     | 5'AGGCCT 3'TCCGGA           | 5'---AGG CCT---3' 3'---TCC GGA---5'           |
| XbaI    | Xanthomonas badrii            | 5'TCTAGA 3'AGATCT           | 5'---T CTAGA---3' 3'---AGATC T---5'           |

Kódok:

* = tompa vég

N = bármilyen, C,G,T vagy A nukleotid

W = A vagy T

## Fordítás
- Ez a szócikk részben vagy egészben  a   Restriction enzyme című angol Wikipédia-szócikk ezen változatának fordításán alapul.  Az eredeti cikk szerkesztőit annak laptörténete sorolja fel. Ez a jelzés csupán a megfogalmazás eredetét és a szerzői jogokat jelzi, nem szolgál a cikkben szereplő információk forrásmegjelöléseként.